# Кача (посёлок городского типа)
Ка́ча ( крымскотат. Qaçı, Къачы) — посёлок городского типа в Нахимовском районе Севастополя.

## История
Посёлок основан в 1912 году как лагерь (хутор) Александро-Михайловский в результате передислокации из Севастополя школы военных лётчиков (на базе которой позднее создано Качинское высшее военное авиационное училище лётчиков), был назван в честь великого князя Александра Михайловича, шефа Российского императорского военно-воздушного флота. При этом в Статистическом справочнике Таврической губернии. Ч. 1. Статистический очерк, выпуск шестой Симферопольский уезд, 1915 год в составе Дуванкойской волости Симферопольского уезда название не встречается. На 1917 год в Александро-Михайловке действовало почтово-телеграфное отделение.
После установления в Крыму Советской власти, по постановлению Крымревкома от 8 января 1921 года была упразднена волостная система и село вошло в состав Бахчисарайского района Симферопольского уезда, а в 1922 году уезды получили название округов. 11 октября 1923 года, согласно постановлению ВЦИК, в административное деление Крымской АССР были внесены изменения, в результате которых округа были отменены и основной административной единицей стал Бахчисарайский район и село включили в его состав. Согласно Списку населённых пунктов Крымской АССР по Всесоюзной переписи 17 декабря 1926 года, в селе Александро-Михайловка, центре Александро-Михайловского сельсовета Бахчисарайского района, числилось 69 дворов, из них 51 крестьянский, население составляло 333 человека (145 мужчин и 188 женщин). В национальном отношении учтено 233 русских, 53 немца, 24 украинца, 8 татар, 2 еврея, по 1 белорусу, греку и армянину, 10 записаны в графе прочие, действовала русская школа. Статус пгт — с 1938 г. 7 марта 1939 года Президиум Верховного Совета РСФСР принял решение о передаче Севастополю прибрежной зоны, включая село Кача.
Посёлок получил название по реке Кача, впадающей в море в 4,5 километрах к югу. Название реки, по одной из версий, восходит к имени кыпчакского рода, по другой — происходит от слова «хач» (арм. խաչ «крест») армянского происхождения.

## Население
| 1979  | 1989  | 2001  | 2009  | 2010  | 2011  |
| ----- | ----- | ----- | ----- | ----- | ----- |
| 4488  | ↗5783 | ↘4994 | ↗5233 | ↘5229 | ↘5174 |
| 2012  | 2013  | 2014  | 2015  | 2016  | 2017  |
| ↘5173 | ↘5137 | ↘4282 | →4282 | ↗4823 | ↗4996 |
| 2018  | 2019  | 2020  | 2021  |       |       |
| ↗5006 | ↘4911 | ↘4824 | ↗6233 |       |       |

* в таблице данные от Росстата на 1 января 2015 года включают (дублируют) данные итогов переписи населения в КФО по состоянию на 14 октября 2014 года
По итогам переписи населения в Крымском федеральном округе по состоянию на 14 октября 2014 года численность постоянного населения посёлка составила 4282 человека, по оценке Севастопольстата на 1 января 2016 года — 4823 человека
Национальный состав населения посёлка по переписи 2014 года
| национальность  | всего, чел. | % от указав- ших |
| --------------- | ----------- | ---------------- |
| указали         | 4218        | 100,00 %         |
| русские         | 3387        | 80,30 %          |
| украинцы        | 608         | 14,41 %          |
| белорусы        | 50          | 1,19 %           |
| татары          | 37          | 0,88 %           |
| армяне          | 16          | 0,38 %           |
| молдаване       | 13          | 0,31 %           |
| крымские татары | 12          | 0,28 %           |
| азербайджанцы   | 11          | 0,26 %           |
| другие          | 84          | 1,99 %           |
| не указали      | 64          |                  |
| всего           | 4282        |                  |

Динамика численности населения
- 1926 год — 366 чел.[14]
- 1939 год — 2834 чел.[34]
- 1989 год — 5783 чел.[34]
- 2001 год, 5 декабря — 4996 чел.[35]
- 2009 год, 1 января — 5233 чел.[36]
- 2010 год, 1 января — 5229 чел.[37]
- 2011 год, 1 января — 5174 чел.[37]
- 2012 год, 1 января — 5173 чел.[37]
- 2014 год, 1 марта — 5124 чел.[38]
- 2014 год, 14 октября — 4282 чел.[39]

## Достопримечательности
- Мемориал лётчикам-черноморцам, совершившим таран.
- Крылатая ракета КС-1, грубо стилизованная под истребитель МиГ-17 на постаменте, как памятник 6-му ГИАП, оборонявшему и освобождавшему Севастополь в период Великой Отечественной войны. Установлен в апреле 1972 г.
- Бюсты Героев Советского Союза, выпускников Качинской авиашколы.

## Транспорт
Маршрутные такси (микроавтобусы):
- № 36: площадь Захарова (Северная сторона Севастополя) — Кача (23 км);
- № 137: площадь Ушакова (Севастополь) — Кача (50 км).

Рейсовые автобусы:
- Симферополь — Кача (70 км);
- Бахчисарай — Кача (25 км).